# Triethoxysilan
Triethoxysilan ist eine chemische Verbindung aus der Gruppe der siliciumorganischen Verbindungen. Die Struktur entspricht dem Orthoameisensäuretriethylester.

## Gewinnung und Darstellung
Triethoxysilan kann durch Reaktion von Trichlorsilan mit Ethanol gewonnen werden.
{\displaystyle {\ce {SiHCl3 + 3 C2H5OH -> SiH(OC2H5)3 + 3 HCl}}}
Ebenfalls möglich ist die Darstellung durch Reaktion von Ethanol mit Silicium unter Einsatz von Kupferchlorid als Katalysator.

## Eigenschaften
Triethoxysilan ist eine entzündbare farblose Flüssigkeit.

## Verwendung
Triethoxysilan wird zur Herstellung von Kupplungsmitteln, Silikonkautschuk, Elastomeren und speziellen Monomeren verwendet. Es ist eine nützliche Reagenz für die Hydrosilylierung von Kohlenstoff-Kohlenstoff-Mehrfachbindungen und ein Reduktionsmittel für Carbonylgruppen.